# 大隈和英
大隈 和英（おおくま かずひで、1969年〈昭和44年〉8月23日 - ）は、日本の政治家、医師。自由民主党青年局顧問、日本外科学会指導医。
衆議院議員（2期）等を歴任した。所属委員会は議院運営委員会、内閣委員会、厚生労働委員会、科学技術イノベーション推進特別委員会、政治倫理審査委員会、厚生労働大臣政務官。

## 来歴
兵庫県尼崎市出身。函館ラ・サール高等学校、聖マリアンナ医科大学医学部卒業、京都大学大学院医学研究科医療経済学分野博士課程研究指導認定退学
大阪大学医学部附属病院にて（旧）第一外科に入局後、国立呉病院中国地方がんセンター、大手前病院、宝塚市立病院、大阪警察病院でそれぞれ勤務。京都大学大院に進学後は、高槻病院や大阪医科大学健康科学クリニックで非常勤医師としてがん診療に従事した。京都大学大学院医学研究科医療経済学分野博士課程に進学し、厚労省班研究を始め主に医療の質的評価や改善についての研究を行い、衆議院議員に当選したため単位取得認定退学している。
2012年12月、自民党の衆議院議員であった松浪健太の離党に伴い、自民党より急遽擁立されたが衆議院解散後の公認決定となり、第46回衆議院議員総選挙では自民党公認で大阪10区から立候補するも、日本維新の会に転出した松浪に敗れ、落選する。
2014年12月、第47回衆議院議員総選挙では、自民党公認で大阪10区から立候補し、当時の民主党の現職辻元清美に敗れたが、比例復活で当選した。続く2017年10月の第48回衆議院議員総選挙でも辻元に再び敗れたものの、比例復活で再選。
2021年10月31日、第49回衆議院議員総選挙も自民党公認で大阪10区から立候補するが、日本維新の会の池下卓に敗北し、辻元共々比例復活もならず落選、議席を失った。

## 政策・主張

### 憲法
- 憲法改正について、2017年、2021年のアンケートで「賛成」と回答[8][9]。
- 改正すべき項目として「自衛隊の保持を明記する」「緊急事態に関する条項を新設する」と主張[10]。
- 憲法9条への自衛隊の明記について、2021年のアンケートで「賛成」と回答[11]。
- 憲法を改正し緊急事態条項を設けることについて、2021年の毎日新聞社のアンケートで「賛成」と回答[12]。

### 外交・安全保障
- 集団的自衛権の行使について、2014年の毎日新聞社のアンケートで「賛成」と回答[13]。
- 「他国からの攻撃が予想される場合には敵基地攻撃もためらうべきではない」との問題提起に対し、2021年の朝日新聞社のアンケートで「賛成」と回答[9]。
- 日本による過去の植民地支配と侵略を認めて謝罪した「村山談話」の見直し論議について、2014年の毎日新聞社のアンケートで「見直すべき」と回答[13]。
- 従軍慰安婦に対する旧日本軍の関与を認めた「河野談話」の見直し論議について、2014年の毎日新聞社のアンケートで「見直すべき」と回答[13]。
- 第2次安倍内閣が2013年に提出した特定秘密保護法案は同年12月6日に可決成立した[14]。「こうした法律が日本に必要と思うか」との2014年の毎日新聞社のアンケートに対し、「必要」と回答[13]。

### ジェンダー
- 選択的夫婦別姓制度の導入について、2014年、2017年のアンケートでは「どちらかといえば反対」と回答[15][8]。2021年のアンケートでは「どちらとも言えない」と回答[9]。
- 同性婚を可能とする法改正について、2021年の朝日新聞社のアンケートでは「どちらとも言えない」と回答[9]。2021年のNHKのアンケートでは回答しなかった[11]。
- 「LGBTなど性的少数者をめぐる理解増進法案を早期に成立させるべきか」との問題提起に対し、「どちらかといえば賛成」と回答[9]。
- クオータ制の導入について、2021年のアンケートで「反対」と回答[11]。

### その他
- アベノミクスについて、2014年の毎日新聞社のアンケートで「評価する」と回答[13]。
- 森友学園への国有地売却をめぐる公文書改竄問題で、2021年5月6日、国は「赤木ファイル」の存在を初めて認めた[16]。しかし5月13日、菅義偉首相はファイルの存在を踏まえた再調査を行わない考えを報道各社に書面で示した[17]。9月の自民党総裁選挙で総裁に選出された岸田文雄も10月11日、衆議院本会議の代表質問で再調査の実施を否定した[18]。国の対応をどう考えるかとの同年の毎日新聞社のアンケートに対し「これ以上、調査や説明は必要ない」と回答[12]。
- 「『道徳』を小中学校の授業で教え、子供を評価することに賛成か、反対か」との問いに対し、2014年の毎日新聞社のアンケートで「賛成」と回答[13]。
- 原子力規制委員会の審査に合格した原子力発電所の運転再開について賛成[19]。
- 「原子力発電への依存度について今後どうするべきか」との問題提起に対し、2021年のアンケートで「下げるべき」と回答[11]。
- 先端医療・創薬などのイノベーションによって増大する国民負担を軽減しながら持続的な制度発展を提唱している[20]。
- 首相の靖国神社参拝は問題ない[13]。
- ヘイトスピーチの法規制に反対[13]。

## 政治資金
大隈が代表を務める自民党大阪府第10選挙区支部が2015年6月9日、政治活動費として靖国神社への初穂料1万2000円を支出していた。大隈の事務所は「事務処理上のミスで訂正する」とした。

## 人物
大隈重信と同じ佐賀鍋島藩士の出自であるが、重信の直接の子孫ではない。
主に消化器外科・乳腺外科など手術診療や、大学院での医療経済学の研究を通じて、最終的には政治による医療政策・社会保障制度の改革の必要性を痛感した、としている。

## 所属議員連盟
- 日本会議国会議員懇談会[24]
- 医師国会議員の会